# Guamal (Meta)
Guamal is een gemeente in het Colombiaanse departement Meta. De gemeente telt 8933 inwoners (2005).
- Library of Congress Control Number: n2002026276
- Nationale Bibliotheek van Israël: 987007465776805171
- Virtual International Authority File: 139747788

Acacías · Barranca de Upía · Cabuyaro · Castilla la Nueva · Cubarral · Cumaral · El Calvario · El Castillo · El Dorado · Fuente de Oro · Granada · Guamal · La Macarena · Lejanías · Mapiripán · Mesetas · Puerto Concordia · Puerto Gaitán · Puerto Lleras · Puerto López · Puerto Rico · Restrepo · San Carlos de Guaroa · San Juan de Arama · San Juanito · San Martín · Uribe · Villavicencio · Vista Hermosa